# Teatro Municipal Buero Vallejo
El Teatro Municipal Buero Vallejo es un teatro de Alcorcón (Madrid), inaugurado en 1994, situado en el Centro Municipal de las Artes de Alcorcón. Acoge diferentes tipos de actuaciones de música, teatro, zarzuela, flamenco, danza, ópera y un amplio repertorio de teatro infantil dirigido a un público familiar.

## Historia
Fue inaugurado el 20 de septiembre de 1994 con una actuación de la Orquesta de Coros y Danzas de la Comunidad de Madrid. Nació con la intención de convertirse en el motor cultural de la ciudad. El teatro toma el nombre de Antonio Buero Vallejo, dramaturgo español muy reconocido en España, y cuenta con una estatua suya en bronce fundido y patinado a la entrada del recinto, obra del escultor madrileño Rafael Muyor. La estatua en cuestión cuenta con unas dimensiones de 220x80x70 y representa a Buero Vallejo en un pedestal bajando una escalera.

## Recinto
El Teatro Municipal Buero Vallejo presenta una superficie total de 12.000 metros cuadrados y cuenta con un total de 912 localidades repartidas entre anfiteatro, Paraíso y Patio de butacas. El teatro incluye diez varas para la instalación de luces. Asimismo, dispone de seis camerinos en la planta sótano. En cuanto al escenario, hay un camerino de cambio rápido a pie de escenario y el telón es de color granate y de carril motorizado. Además, hay un camerino de cambio rápido a pie de escenario. 
Por otra parte, el recinto incluye en su interior un bar, una biblioteca infantil, juvenil y de personas adultas y cuatro salas de exposiciones.